# Kunst im öffentlichen Raum in Erwitte
Kunst im öffentlichen Raum in Erwitte umfasst öffentlich zugängliche Plastiken, Skulpturen, Brunnen, Wandmalereien, Mosaike und Graffiti im Gebiet der westfälischen Stadt Erwitte im Kreis Soest. Die nachstehende Liste von Kunstwerken im öffentlichen Raum ist nicht vollständig. Sie wird kontinuierlich ergänzt.

## Liste
- Karte mit allen verlinkten Seiten:
- OSM |
- WikiMap

| Bild | Bezeichnung                                                          | Standort | Künstler                       | errichtet    | Anmerkungen |
| ---- | -------------------------------------------------------------------- | --- | ------------------------------ | ------------ | --- |
|      | Denkmal des ersten westfälischen Bienenzuchtvereins („Imkerdenkmal“) | Bad Westernkotten Kurpark, südöstlich Gradierwerk II Standort                                                          |                                | 1927 / 1962  | Aus Findlingen errichtetes Denkmal mit Bronzeplakette, das das Porträt des Gründers des 1. Imkereivereins in Westfalen und dem Rheinland zeigt. Darunter die Inschrift: „Rentmeister Erdmann gründete hier 1849 den ersten westfälischen Bienenzuchtverein. Lehrer Feldhege, erster Präsident des ersten westfälischen Bienenzuchtvereins“. Ursprünglich stand das Denkmal vor dem heutigen Hotel Kurhaus, wo der Verein gegründet wurde. Aufgrund von Neu- und Umbaumaßnahmen fand das Denkmal 1962 seinen neuen Platz im Kurpark.             |
|      | Pfarrer-Korte-Denkmal                                                | Bad Westernkotten Kurpark                                                                                              |                                | 1958         | Gedenkstein aus Granit mit den Lebensdaten von Pfarrer und Ingenieur Philipp Korte (1730–1803) und dem Pfannenhaken, dem Hausmarkenzeichen der Sälzer. Korte reformierte die Bauweise der Gradierwerke in Salzkotten und Westernkotten. Statt der bisher angewandten Schrägflächengradierung ließ er Gradierwerke mit senkrechten Wänden aus Schwarzdorn errichten, was die Salzproduktion erhöhte. Das Denkmal wurde 1958 zur 700-Jahr-Feier Bad Westernkottens aufgestellt.                                                                   |
|      | Sämann                                                               | Bad Westernkotten Eingang Kurmittelhaus, Weringhauser Straße 17 Standort                                               | Heinrich Lückenkötter          | 1969         | Halbrelief eines Bauern mit Säschürze, der Getreidekörner auf den Acker wirft aus Eifeler Tuff. |
|      | Sonnenuhr                                                            | Bad Westernkotten Parkplatz Kurmittelhaus, Weringhauser Straße 17 Standort                                             | Bernd Zeeb                     | 1970         | Steinerne Sonnenuhr in Form einer angeschnittenen Kugel, die auf einer viereckigen, sich nach unten verjüngenden Säule steht. Anhand der Schatten auf den 2 rechteckigen Steinen auf der Kugel kann man die Uhrzeit ablesen. Auf der Säule findet sich die Gebrauchsanweisung: „Die Sonne geht, so gibt’s die Natur, von März bis Sept. auf dieser Uhr“ und „Hier stehe ich 51° Nord, drum ist bei mir Sonnenhöchststand, bei euch aber 12.29 Uhr“. (Sonnenhöchststand ist seit Einführung der Sommerzeit 1980 in den Sommermonaten 13:29 Uhr). |
|      | Gesundbrunnen                                                        | Bad Westernkotten Wiese Kurparkeingang, Weringhauser Straße / Griesestraße Standort                                    | Thomas Schütte (Schmallenberg) | 2017         | Der Brunnen wurde zum 175. Bestehen des Heilbads errichtet und erinnert an die Anfänge des Kurortes im Jahre 1842. Er besteht aus drei Skulpturen und einer Wasserfontäne. Sie symbolisieren die Werte des Heilbads: Mann in Wanne = Gesundheit Dame mit Sonnenschirm = Genuss Herr mit Zylinder = Gastfreundschaft, gleichzeitig erinnert sie an den Gründer des heutigen Sole- und Moorheilbads Franz Erdmann. Die Fontäne steht für die heilkräftigen Solequellen und Lebensfreude.                                                          |
|      | Friedensglobus                                                       | Bad Westernkotten Wiese Kurparkeingang, Weringhauser Straße / Griesestraße (Weg zur Westernfelder Solequelle) Standort | Friedrich Reimann              | 1995         | Globus aus Edelstahlbändern mit Christusfigur, umgeben von Kindern, die sich am Äquator die Hände reichen auf einen sechseckigen Steinsockel. |
|      | Lausbub                                                              | Bad Westernkotten Wiese Kurparkeingang, Weringhauser Straße / Griesestraße (Weg zur Westernfelder Solequelle) Standort | Marianne Bleeke-Ehret          | 1970         | Steinskulptur eines schelmischen Lausbuben. Eine Bronzeskulptur des Lausbuben steht seit 1986 in Herford. |
|      | Ohne Titel („Zerklüftetes Gestein“)                                  | Bad Westernkotten Weringhauser Straße / Hellweg-Sole-Thermen Standort                                                  | Kristina Löneke-Kemmerling     | 1995         | Brunnenanlage vor dem Thermalbad mit kristallförmigen Dominosteinen aus Granit. Symbolisch stellt der Brunnen das Austreten der Sole aus den zerklüfteten Tiefen der Turonkalksteins an die Oberfläche dar. |
|      | Statik („Blechtanne“)                                                | Bad Westernkotten Kurpark, Kurparkwiese Standort                                                                       | Herbert und Christiane Görder  | 1990 / 1995  | 3 Meter hohe Säule aus Anröchter Stein mit 12 Stahlstreifen. |
|      | Masken-Stelen                                                        | Bad Westernkotten Kurpark, Weringhauser Straße / Kurparkpromenade Standort                                             | Johannes Dröge + Gäste         | 2000         | 7 Stelen mit Steingesichtern aus Anröchter Stein. Sie wurden bei einem Seminar unter Anleitung des Bildhauers von Einwohnern und Kurgästen geschaffen. |
|      | Sommer                                                               | Bad Westernkotten Kurpark, Weringhauser Straße / Kurparkpromenade Standort                                             | Edda Tubbesing                 | 2000         | Steinskulptur einer lächelnden Frau mit Sonnenblume. |
|      | Gehender Mann                                                        | Bad Westernkotten Kurpark, Kurparkwiese Standort                                                                       | Ute Hölscher-Rode              | 2000         | Mann aus Beton geht durch Türrahmen aus Stahl und stößt sich den Kopf. |
|      | Ohne Titel („Orientierung“)                                          | Bad Westernkotten Kurpark, Wegkreuzung nördlich Gradierwerk I Standort                                                 | Johannes Dröge                 | 2000         | Steinskulptur aus grob behauenen Anröchter Stein, große Steinstele, darauf 2 kleinere querliegende Steinbalken, die durch eine Metallstange befestigt sind. Die kleineren Steine sind beweglich und können in verschiedene Richtungen gedreht werden. |
|      | 12 Apostel                                                           | Bad Westernkotten Weg zur Kurparkwiese, westlich Gradierwerk I Standort                                                | Winfried Tasler                | 2000         | Edelstahlskulptur mit runder Scheibe, die beidseitig von 6 ineinander geschachtelten Metallteilen umgeben ist. Sie wirkt wie ein Siegerkranz um einen Obelisk mit Sonne. |
|      | Ohne Titel („Stahl-Antennen“)                                        | Bad Westernkotten Kurpark                                                                                              | Winfried Tasler                | 2000         | Aus einem Findling ragen Stahlgebilde hervor, die wie Antennen wirken. |
|      | Duftorgel                                                            | Bad Westernkotten Weg Kurparkwiese, südlich Gradierwerk II Standort                                                    | Wolfram Graubner               |              | 9 Duftstelen aus Edelstahl. Öffnet man den Deckel, strömt aus den Gefäßen der Geruch von Rosenholz, Minze, Salbei, Zimt, Zitrone, Nelke, Anis, Birkenteer oder Bittermandel. Offiziell ein Spielgerät der Richter Spielgeräte GmbH für sinnliche Erfahrungen. Das Design stammt von Wolfram Graubner nach Hugo Kükelhaus. |
|      | „Liebesherzen“                                                       | Bad Westernkotten Kurpark / Spielplatz an der Kurparkwiese Standort                                                    |                                |              | 2 Herzen aus Edelstahl mit Gitter an denen Liebesschlösser befestigt werden können. |
|      | Sole-Schöpfrad                                                       | Bad Westernkotten Kurpark, neben Gradierwerk I Standort                                                                | Thomas Schütte (Schmallenberg) | 2014         | Frau in einem Schöpfrad. Bis Mitte des 19. Jahrhunderts setzte man Treträder ein, um die Sole aus dem Erdinneren auf die Gradierwerke zu befördern. |
|      | Millenniums-Stein „Spirale“                                          | Bad Westernkotten Kurparkpromenade / Kurparkwiese Standort                                                             |                                | 2000         | Stele aus Anröchter Stein mit Bronzespirale. Auf einer angebrachten Kunstglasplatte stehen die Namen der Sälzerköniginnen von Bad Westernkotten. |
|      | Schwäne                                                              | Bad Westernkotten Kurpark, im Springbrunnen westlich der Kurhalle Standort                                             |                                |              | 2 Bronzeschwäne im Springbrunnen. Einer blickt neugierig auf die Besucher, der andere balanciert flatternd auf einen Stein. |
|      | „Krokodil-Frau“                                                      | Bad Westernkotten Kurpark, vor der Kurhalle Standort                                                                   |                                |              | Steinskulptur einer jungen, sitzenden Frau, die ihre Arme um ihre Knie geschlungen hat. Neben ihr ein Krokodil. |
|      | Brunnenmädchen                                                       | Bad Westernkotten Kurpark, Brunnen an der Kurhalle Standort                                                            |                                |              | Brunnenfigur aus Stein |
|      | „Schlange“                                                           | Bad Westernkotten Kurpark, Innenhof Kurhalle Standort                                                                  |                                |              | Kleinskulptur im Innenhof der Kurhalle aus Metall |
|      | Die Lesende                                                          | Bad Westernkotten Kurpark, vor der Kurhalle Standort                                                                   | Christel Lechner               | 2011         | Lebensgroße Skulptur aus Beton der „Alltagsmenschen“. Sitzende, in ein Buch vertiefte Frau in einem blauen Kleid mit weißen Punkten. |
|      | Mann mit Zeitung                                                     | Bad Westernkotten Kurparkpromenade, Blumenbeet gegenüber Hellweg-Sole-Thermen Standort                                 | Christel Lechner               |              | Lebensgroße Skulptur aus Beton der „Alltagsmenschen“. Mann im Wollpullover mit Schiebermütze, grünen Turnschuhen und Zeitung unter dem Arm. |
|      | „Paul“                                                               | Bad Westernkotten Vor Haus Werninghauser Straße 30 Standort                                                            | Christel Lechner               | 2013         | Lebensgroße Skulptur aus Beton der „Alltagsmenschen“. Hausmeister mit grüner Arbeitsschürze und Straßenbesen. |
|      | „Bruno und Brunhilde“                                                | Bad Westernkotten Garten Hotel Kurhaus, Werninghauser Straße 9 Standort                                                | Christel Lechner               |              | Lebensgroße Skulpturen aus Beton der „Alltagsmenschen“. Sitzende Frau im grünen Kleid mit Strickjacke und stehender Mann im Anzug im Gespräch. |
|      | „Lisbeth“                                                            | Bad Westernkotten Werninghauser Straße / Westerntor Standort                                                           | Christel Lechner               | 2008         | Lebensgroße Skulptur aus Beton der „Alltagsmenschen“. Frau im rosafarbenen Kleid mit Blumen auf einen Gartenstuhl. Sie stellt die 50-jährige Jubelkönigin Marlies Erdmann der „Theatermäuse“ der kfd Bad Westernkotten dar. |
|      | „Franz und Wilhelmine“                                               | Bad Westernkotten Brücke Osternbach / Aspenstraße Standort                                                             | Christel Lechner               | 2008         | Lebensgroße Skulpturen aus Beton der „Alltagsmenschen“. Älteres Pärchen auf der Brücke schaut in den Osternbach. |
|      | Angler                                                               | Bad Westernkotten Am Osternbach, Nordstraße / Café Restaurant Schröer Fidora Standort                                  | Christel Lechner               | 2008         | Lebensgroße Skulptur aus Beton der „Alltagsmenschen“. Angler am Osternbach |
|      | „Don Enrico“                                                         | Bad Westernkotten Turmkapelle Kirchplatz St. Johannes Evangelist (Heimatmuseum) Standort                               | Bärbel Kolberg                 | 2020         | Lebensgroße Skulptur aus Beton. Sie stellt den katholischen Priester Don Giovanni Bosco (1815 – 1888) dar. |
|      | Schützenbruder                                                       | Bad Westernkotten Vor der Schützenhalle Standort                                                                       | Christel Lechner               |              | Lebensgroße Skulptur aus Beton der „Alltagsmenschen“. Schützenbruder in Vereinsuniform. |
|      | „Resi“                                                               | Bad Westernkotten Grünfläche Holzweg / Hockelheimer Weg (gegenüber Spielplatz Schäferkämper Wassermühle) Standort      | Bärbel Kolberg                 | 2019         | Lebensgroße Skulptur aus Beton. Gärtnerin im blauen Blumenkleid mit Harke. |
|      | Wasserträgerin                                                       | Bad Westernkotten Spring, Ostwall / Bruchstraße Standort                                                               | Christel Lechner               | 2008         | Lebensgroße Skulptur aus Beton der „Alltagsmenschen“. Wasserträgerin mit Tragjoch und Wassereimern an der Wasserquelle. |
|      | Sälzerbrunnen                                                        | Bad Westernkotten Dorfplatz Königssood, gegenüber Touristinfo Standort                                                 | Hubert Löneke                  | 1994         | Bronzeskulptur eines Sälzerknechts beim Salzsieden. Das Becken hat die Maße der alten Siedepfannen: 4,50 × 2,50 Meter. |
|      | „Kinder entdecken die Natur“                                         | Bad Westernkotten Eingang Volksbank, Osterbachstraße 3 Standort                                                        |                                |              | Drei Kinder sitzen auf einen umgestürzten Baum am Bach. Davor steht eine Gans. Das Kind in der Mitte zeigt den beiden anderen einen Käfer auf dem Stock. |
|      | Pilger                                                               | Bad Westernkotten Pastors Garten, östlich der Kirche St. Johannes Evangelist Standort                                  |                                | 2017         | 2 Meter hohe Sandsteinskulptur von Apostel Jakobus als Pilger |
|      | Torfstecher                                                          | Bad Westernkotten Verkehrskreisel Bruchstraße an der Ost-Ausfahrt nach Bökenförde Standort                             | Thomas Schütte (Schmallenberg) | 2015         | Skulptur eines Torfstechers mit Torfziegeln (Mucken) beladenen Handkarren auf der Verkehrsinsel. |
|      | Wappen Bad Westernkotten                                             | Bad Westernkotten Verkehrsinsel Ortseinfahrt Nordstraße Standort                                                       |                                |              | Skulptur mit dem ehemaligen Wappen der Gemeinde, dem sogenannten Pfannenhaken der Sälzer. Bis 1975 war Bad Westernkotten selbständig und führte dieses Wappen. Mit der kommunalen Neuordnung wurde sie ein Ortsteil von Erwitte. |
|      | Mahnmal für die Opfer der Kriege (Ehrenmal Erwitte)                  | Erwitte Marktplatz am Rathaus Standort                                                                                 | Hilde Schürk-Frisch            | 1967         | Bronzeplastik der Künstlerin Hilde Schürk-Frisch zum Gedenken der gefallenen Soldaten und den Opfern der Kriege. |
|      | Erwitte                                                              | Erwitte Rathaus, Eingang Königshofgasse Standort                                                                       |                                | 2023         | Kiesbett in Form des Stadtgebiets mit 15 Stelen aus Grünsandstein mit Ortsteilen der Stadt Erwitte. Auf den Stelen befindet sich ein Wahrzeichen oder Wappen des Ortes oder seiner Geschichte. |
|      | Kriegerdenkmal Erwitte                                               | Erwitte Park am Königshof / Bördestraße Standort                                                                       | Albert Pehle                   | 1907 / ~1960 | „Kaiser-Wilhelm-Denkmal“ – Preußischer Soldat mit Fahne und Schwert. Ursprünglich stand das Denkmal auf dem Marktplatz vor dem Alten Rathaus. In den 1960er Jahren wurde es an seine heutige Stelle im Park umgesetzt. |
|      | Nepomuk                                                              | Erwitte Park Am Mühlenteich / Brockbach Standort                                                                       |                                |              | Heiligenfigur des Johannes Nepomuk. |
|      | Sonnenuhr                                                            | Erwitte Vor Schlosshotel Erwitte, Schloßallee 14 Standort                                                              |                                |              | Sonnenuhr aus Metall |
|      | Reichsadler                                                          | Erwitte Festhalle Schloss Erwitte, Schloßallee 10 Standort                                                             | Willy Meller                   | 1934         | Großer Reichsadler mit Eichenkranz (entnazifiziert) |
|      | Pferd                                                                | Erwitte Gebäude gegenüber Festhalle Schloss Erwitte, Schloßallee 9 Standort                                            |                                | 1934         | Halbrelief aus Stein, steigendes, geflecktes Pferd mit Banderole im Maul mit der Aufschrift 1934. |
|      | Marienstatue                                                         | Norddorf Parkbucht Am Lindloh (K47), ca. 40 m nordwestlich Heidkampstraße Standort                                     |                                |              | Marienstatue Norddorf, Baudenkmal 41 (Erwitte) |